# Hidroelektrarna Moste
Hidroelektrarna Moste (kratica HE Moste) je prva izmed slovenskih hidroelektrarn na reki Savi. Z njo upravlja družba Savske elektrarne Ljubljana, trenutni vodja enote je Anton Koselj.
Posebnost HE Moste je v tem, da je bila načrtovana kot akumulacijska elektrarna za kritje vršnih potreb po električni energiji. Je edina tovrstna elektrarna v Sloveniji in je kljub majhni nazivni moči pomembna tako v gorenjskem kot širšem slovenskem elektroenergetskem sistemu, saj je zavoljo dovolj velike akumulacije zmožna dovajati več energije v trenutkih, ko je ta najbolj potrebna (in najdražja).   
Betonska ločno-težnostna pregrada, zgrajena v najožjem delu soteske Kavčke v bližini Most pri Žirovnici, je s 60 metri višine najvišji tovrstni objekt v državi. Po 840-metrskem dovodnem rovu teče voda od leve strani pregrade do strojnice. Ta je popolnoma vkopana in leži ob strugi reke Save v neposredni bližini strojnice stare Hidroelektrarne Završnica. Na terasi nad strojnicama stojijo stikališče in zgradbe z nadzornimi napravami, upravo ter delavnicami. 
Strojnica stoji na mehkejši glinasti podlagi, ki s svojo nestabilnostjo pri napravah povzroča težave, saj so te nameščene pokončno na isti osi (turbina pod generatorjem) in prihaja do zamikanja osi.

## Zgodovina
HE Moste je bila zgrajena leta 1952. Sprva so bili vgrajeni le trije agregati, leta 1977 pa so dodali še četrtega in na cevovod priključili še vodo HE Završnica. Bilo je zamišljeno, da bi prek četrtega agregata vodo ponoči, ko potrebe po energiji niso velike, prečrpovali v višje ležečo akumulacijo HE Završnica, vendar ta načrt zaradi onesnaženosti Save ni bil izveden. Trenutno HE Završnica ne obratuje in je preurejena v tehnični spomenik, njena voda pa poganja turbine HE Moste. 
Pregrada HE Moste je bila obnovljena leta 1999.
- Pogled z Ajdne